# Premio Nazionale Arti Visive Città di Gallarate
Il Premio Nazionale Arti Visive Città di Gallarate è uno storico premio di Arte Contemporanea Italiana istituito dal Civica Galleria d'Arte Moderna e fondato da Silvio Zanella nel 1949.

## Storia del premio
Il Premio Nazionale Arti Visive Città di Gallarate venne istituito nel 1949 con la finalità di dare vita alla Civica Galleria d'Arte Moderna. Con cadenza annuale fino al 1953, e biennale per le edizioni successive, il Comitato dei Promotori promuove l'allestimento di una mostra e l'acquisto di opere selezionate, donate a fine della manifestazione alla Città di Gallarate.
Fondatore e animatore, insieme all'Associazione Universitari Gallaratesi, fu per molte edizioni Silvio Zanella, a cui oggi è intitolata la Fondazione che gestisce il Museo Arte Gallarate. Il 25 maggio del 1950 venne inaugurata la prima edizione con artisti protagonisti del panorama dell'arte italiana. Nel corso della sua lunga storia il Premio Nazionale Arti Visive Città di Gallarate ha sempre prestato attenzione verso le nuove generazioni di artisti con l'acquisto di opere spesso prodotte appositamente per il Premio.
Questa continua acquisizione di opere (circa 800) ha permesso la costituzione della Civica Galleria di Gallarate (GAM), oggi Museo Arte Gallarate MA*GA, tra i maggiori musei d'arte contemporanea italiana.

## Edizioni del Premio

### 1950: I^ Edizione[2]
Pittura
Giuria: Guido Ballo, Costantino Baroni, Mario Buffoni, Marco Valsecchi, Dino Villani, Fernanda Wittegens, Enrico Piceni.
Organizzatore: Ettore Gian Ferrari, segretario: Victor Piceni.
Pittura 1º Premio Silvio Consadori
Altri premi acquisto a: Ottavio Steffenini, Mario Radice, Domenico Cantatore, Fiorenzo Tomea, Enzo Morelli, Gino Moro, Renato Vernizzi, Dino Lanaro, Italo Valenti, Angelo Del Bon, Silvio Zanella, Dora Tosi, Giuseppe Migneco, Giovanni Omiccioli.
Opere acquistate da cittadini e donate alla Galleria: Mario Broggi, Raffaele De Grada, Francesco Speranza, Emilio Vedova.

### 1951: II^ Edizione
Pittura e scultura
Giuria: Carlo Bonomi, Aldo Carpi, Vincenzo Costantini, Mario Radice, Marco Valsecchi, Garibaldo Marussi.
Segretari ed organizzatori: Victor Piceni e Silvio Zanella.
Pittura 1º Premio Attanasio Soldati
Altri premi acquisto a: Mauro Reggiani, Silvio Consadori, Giuseppe Viviani, Ettore Baroschi, Giovanna Nascimbene Tallone, Francesco Salodini, Guido Trentini, Luciano Gaspari, Ezio Pastorio.
Segnalati: Emma Jecher, Richetti Luciano.
Scultura 1º Premio Eros Pellini
Altri premi acquisto a: Elia Aiolfi, Vittorio Tavernari.1951

### 1952: III^ Edizione
Pittura
Giuria: Aldo Carpi, Achille Funi, Enzo Morelli, Ennio Morlotti – Mario Radice.
Segretario ed organizzatore: Silvio Zanella.
Pittura 1º Premio Pompeo Borra
Altri premi acquisto a: Afro, Aldo Bergolli, RenatoBirolli, Raffaele De Grada, Angelo Del Bon, Giuseppe Montanari, Enrico Prampolini, Giuseppe Santomaso, Aldo Guenzani, Luigi Parzini.

### 1953: IV^ Edizione
Pittura
Giuria: Pompeo Borra, Felice Casorati, Achille Funi, Enzo Morelli, Franco Russoli, Mario Buffoni, Victor Piceni.
Segretario ed organizzatore: Silvio Zanella.
Pittura 1º Premio Bruno Cassinari
Altri premi acquisto a: Domenico Cantatore, Francesco Menzio, Enrico Paolucci, Giuseppe Ajmone, Enzo Casoni, Liliana Bianchi, Filippo Scroppo, Umberto Vittorini, Enrico Bordoni, Donato Frisia – Filippo Sartorio, Mario Vellani Marchi, Piero Martina.
Acquistate dal Comitato Promotore e donate alla Galleria opere di: Giacomo Bertucci, Aldo Carpi, Carlo Carrà

### 1955: V^ Edizione
Pittura
Giuria: Francesco Arcangeli, Renzo Modesti, Enzo Morelli, Marco Valsecchi, Silvio Zanella.
Segretario ed organizzatore: Silvio Zanella.
Pittura 1º Premio Ennio Morlotti
Altri premi acquisto a: Sergio Romiti, Gino Meloni, Giuseppe Ajmone, Pompilio Mandelli, Francesco De Rocchi, Ernesto Treccani, Aldo Salvadori, Adriano Spilimbergo, Virginio Mazzucchelli.
Medaglie d'oro non acquisto a: Vincenzo Ciardo, Luigi Parzini, Dino Lanaro, Ilario Rossi, Giorgio Dario Paolucci, Duilio Carotti.

### 1957: VI^ Edizione
Disegno e incisione
Giuria: Roberto Longhi, Rodolfo Pallucchini, Francesco Arcangeli, Enzo Morelli, Aldo Lozito.
Segretario ed organizzatore: Silvio Zanella.
Disegno 1º Premio Carlo Mattioli
Altri premi acquisto a: Elia Aiolfi, Giuseppe Banchieri, Liliana Bianchi, Giovanni Cappelli, Vincenzo Ciardo, Carlo Della Zorza, Domenico De Bernardi, Luciano Gaspari, Aldo Guenzani, Piero Martina, Luigi Parzini, Lorenzo Pepe, Atonia Ramponi, Bruno Ravasi, Bepi Romagnoni, Bruno Saetti, Aldo Salvadori, Leo Spaventa Filippi, Vittorio Tavernari, Arnpelio Tettamanti, Tino Vaglieri, Silvio Zanella, Bruno Zoni.
Incisione 1º Premio Luigi Bartolini
Altri premi acquisto a: Renato Bruscaglia, Amleto Del Grosso, Nunzio Gulino, Cesco Magnolato, Valentino Vago, Giuseppe Viviani.
Opere donate alla Galleria dagli artisti: Marco Costantini, Francesco Pavarolo Casorati

### 1959: VII^ Edizione
Pittura dei giovani
Giuria: Pompeo Borra, Silvio Consadori, Carlo Mattioli, Ennio Morlotti - Erasmo Novarese, Eros Pellini.
Segretario ed organizzatore: Silvio Zanella.
Pittura dei giovani 1º Premio Francesco Pavarolo Csorati
Altri premi acquisto a: Lisa Sotili, Anna Berni, Eugenio Degani, Giorgio Belledi, Enrico Della Torre, Silvano Girardello, Dimitri Plescan, Roberto Scuderi.
Segnalati: Giorgio Cigna, Mariuccia Secol, Carmelo Zotti.

### 1966: VIII^ Edizione
Pittura
Giuria: Guido Ballo, Luigi Carluccio, Garibaldo Marussi, Franco Russoli, Marco Valsecchi.
Segretario ed organizzatore: Silvio Zanella.
Pittura 1º Premio Renzo Vespiniani
Altri premi acquisto a: Sergio Romiti, Emilio Scanavino, Luigi Parzini, Enzo Brunori, Piero Ruggeri, Livio Marzot.
Medaglie non acquisto a: Mario Calandri, Carlo Montarsolo, Giacomo Soffiantino, Sergio Dangelo, Renato Volpini, Guido Strazza, Gianfranco Fasce, Salvatore Esposito, Leo Spaventa Filippi, Luigi Marengo.
Acquistate da cittadini e donate alla Galleria opere di: Giacomo Soffi antino, Sergio Dangelo, Luigi Marengo.

### 1973: IX^ Edizione
Pittura dal ‘60 al ‘70
Senza graduatoria di merito; acquisto opere per la Civica Galleria d'Arte Moderna di Gallarate.
Commissione per gli inviti: Luigi Carluccio, Enrico Crispolti, Mario De Micheli, Giuseppe Marchiori, Giorgio Mascherpa, Carlo Munari, Marco Valsecchi.
Segretario ed organizzatore: Silvio Zanella.
Commissione per l'acquisto di opere: Alberto Dell'Acqua, Luigi Mallé, Guido Perocco, Franco Solmi, Mercedes Precerutti, Garberi, Ambrogio Cardani, Silvio Zanella direttore del museo.
Acquistate opere di: Saverio Barbaro, Alberto Biasi, Dino Boschi, Fernando De Filippi, Giuseppe De Gregorio, Salvatore Esposito, Vittore Frattini, Graziella Marchi, Romano Notari, Gottardo Ortelli, Romano Perusini, Sergio Sarri, Emilio Tadini, Tino Vaglieri, Valentino Vago, Claudio Verna.

### 1976/78: X^ Edizione
5 Mostre di pittura
Senza graduatoria di merito; acquisto opere per la Civica Galleria d'Arte Moderna di Gallarate.
Segretario ed organizzatore: Silvio Zanella.

#### 1ª Mostra 1976: L'arte di contenuto politico e sociale[13]
Commissione per gli inviti ed acquisti: Mario De Micheli, Paolo Levi, Franco Solmi, Franco Passoni, Victor Piceni, Silvio Zanella direttore del museo.
Acquistate le opere di: Gianfranco Brambilla, Dario De Sanctis, Ferdinando Greco, Giuseppe Grosso, Luca Lischetti, Eugenio Tomiolo, Francesco Vaccarone, Ada Zanon.
Opere donate alla Galleria dagli artisti: Piero Cicoli, Francisco Manas, Francesco Vaccarone (grafica).

#### 2ª Mostra 1976: L'arte di ispirazione scientifica e tecnologica[14]
Commissione per gli inviti ed acquisti: Umbro Apollonio, Guido Ballo, Giuseppe Marchiori, Italo Mussa, Armando Guenzani, Silvio Zanella direttore del museo.
Acquistate le opere di: Getullio Alviani, Davide Borriani, Dadamaino, Edoardo Landi, Elio Marcheggiani, Marcello Morandini, Bruno Munari, Grazia Varisco, Nanda Vigo.
Opere donate alla Galleria dagli artisti: Angelo Bertoglio, Gianni Colombo, Enzo Mari.

#### 3ª Mostra 1976: L'arte surreale, fantastica e del sogno[15]
Commissione per gli inviti ed acquisti: Renzo Biasion, Luigi Carluccio, Carlo Munari, Roberto Tassi,
Ambrogio Cardani, Silvio Zanella direttore del museo.
Acquistate le opere di: Guido Biasi, Sergio Fergola, Danilo Fusi, Arturo Mazzola, Sergio Minero, Romano Notari, Ercole Pignatelli, Antonio Possenti, Paolo Viganò, Guga Zunino.
Opere donate alla Galleria dagli artisti: Renzo Biasion (grafica), Nazzareno Malinconi (grafica), Raffaele Penna.

#### 4ª Mostra 1977: L'arte sperimentale dei nuovi mezzi espressivi e comunicativi[16]
Commissione per gli inviti ed acquisti: Gillo Dorfles, Paolo Fossati, Filiberto Menna, Lea Vergine, Alberto Binaghi, Silvio Zanella direttore del museo.
Acquistate le opere di: Giannetto Bravi, Pietro Coletta, Emilio Isgrò, Antonio Passa, Daniele Pini, Gianni Pisani, Franco Ravedone, Aldo Tagliaferro.
Opere segnalate di: Valentina Berardinone, Franco Guerzone.
Donate alla Galleria da artisti e da privati opere di: Luigi Bellorini, Valentina Berardinone.

#### 5ª Mostra 1978: L'arte degli anni ‘60[17]
Commissione per gli inviti ed acquisti: Angelo Dragone, Elda Fezzi, Giorgio Mascherpa, Guido Perocco, Marco Valsecchi, Luigi Giardini, Silvio Zanella direttore del museo.
Acquistate le opere di: Giuseppe Banchieri, Mario Benedetti, Gabriella Benedini, Piero Bolla, Arturo Bonfanti, Antonio Carena, Giorgio Celiberti, Attilio Forgioli, Piero Giunni, Paola Levi Montalcini, Enzo Pagani, Domenico Spinosa, Luigi Veronesi.
Opere donate dagli artisti: Mario Bionda, Amleto Del Grosso, Paola Levi Montalcini (seconda opera).
Acquistate dai promotori e donate alla Galleria opere di: Enrico Baj, Antonio Corpora.

### 1979: XI^ Edizione
Scultura
Senza graduatoria di merito; acquisto opere per la Civica Galleria d'Arte Moderna di Gallarate.
Scultura Commissione per gli inviti ed acquisti: Enzo Carli, Luigi Carluccio, Giuseppe Marchiori, Carlo Munari, Franco Solmi, Vincenzo Ceppellini, Silvio Zanella direttore del museo.
Segretario ed organizzatore: Silvio Zanella.
Acquistate le opere di: Carmelo Cappello, Nino Cassani, Quinto Ghermandi, Marcello Mascherini, Cristiano Nicoletta, Carlo Ramous, Giuliano Romano, Enzo Sciavolino, Valeriano Trubiani.
Medaglia d'oro non acquisto a Vittorio di Corbeltaldo.
Opere donate alla Galleria dagli artisti: Nino Perizi (scultura), Enrico Manelli (scultura), Giuliano Giuliani (scultura), Cesare Riva (scultura e disegno), Galeffi Ernesto (disegni), Dirozzi Giuseppe (disegni), Carlo Ramous (disegni).
Sculture acquistate dal Lions Club Gallarate e donate alla Galleria: Novello Finotti, Giuseppe Pirozzi.

### 1981/82: XII^ Edizione
Pittura
Senza graduatoria di merito, acquisto opere per la Civica Galleria d'Arte Moderna di Gallarate.
Pittura Commissione per gli inviti ed acquisti: Luigi Carluccio, Renato Barilli, Mario De Micheli, Paolo Levi, Marisa Vescovo, Gian Enrico Macchi, Silvio Zanella direttore del museo.
Segretario ed organizzatore: Silvio Zanella.
Acquistate le opere di: Albino Ambrosetti, Aldo Ambrosini, Luciano Bartolini, Gianfranco Baruchello, Bruno Benuzzi, Claudio Bonichi, Vincenzo Cabiati, Marcello Camorani, Olga Carol Rama, Bruno Ceccobelli, Giuseppe Del Franco, Lucio Del Pezzo, Enzo Esposito, Camillo Franqui, Marcello Jori, Giuseppe Maraniello, Elvio Marchionni, Aldo Mondino, Franco Mulas, Gianfranco Notargiacomo, Luigi Ontani, Max Pellegrini, Lucia Pescador, Giovanna Picciau, Concetto Pozzati, Marco Seveso, Gianni Toninelli, Iris Urso.
Opere donate alla Galleria dagli artisti: Giorgio Costa, Franco Petrosemolo, Oreste Zevola.

### 1985: XIII^ Edizione
Ultime posizioni della pittura italiana degli anni ottanta
Senza graduatoria di merito; acquisto opere per la Civica Galleria d'Arte Moderna di Gallarate.
Pittura Commissione per gli inviti ed acquisti: Gillo Dorfles, Rossana Bossaglia, Riccardo Barletta, Luciano Caramel, Paolo Levi, Liliana Bianchi, Silvio Zanella direttore del museo.
Segretario ed organizzatore: Silvio Zanella.
Acquistate le opere di: Alberto Abate, Luca Alinari, Cesi Amoretti, Enrico Barbera, Roberto Barni, Ubaldo Bartolini, Davide Benati, Irma Blanck, Loredana D'Argenio, Omar Galliani, Chin Hsiao, Mario Persico, Renata Rampazzi, Giovanni Rubino, Nicola Salvatore, Mario Schifano, Aldo Spoldi, Nanni Varale.
Acquistate dai promotori e donate alla Galleria opere di: Giuseppe Gallizioli, Wainer Vaccari, Carlo Bertocci, Mirella Saluzzo.

### 1987: XIV^ Edizione
La pittura verso gli anni novanta ===
Senza graduatoria di merito; acquisto opere per la Civica Galleria d'Arte Moderna di Gallarate.
Pittura Commissione per gli inviti ed acquisti: Renato Barilli, Rossana Bossaglia, Luciano Caramel, Paolo Levi, Vittorio Sgarbi, Marisa Vescovo, Giovanni Orsini, Silvio Zanella direttore del museo.
Segretario ed organizzatore: Silvio Zanella.
Acquistate le opere di: Adriano Altamira, Giuseppe Biagi, Valerio Cassano, Mauro Chessa, Fernando Di Filippi, Silvano De Pietri, Stefano Di Stasio, Paola Gandolfi, Mimmo Germanà, Innocente, Marco Lodola, Giuliano Menegon, Paolo Minoli, Maurizio Osti, Gianfranco Pardi, Umberto Postal, Marco Nereo Rotelli, Marco Silombria, Remo Squillantini, Tino Stefanoni, LuigiTimoncini, Alessandro Uboldi.
Acquistate dai promotori e donate alla Galleria opere di: Gianantonio Abate, Dario Brevi, Maurizio Corona, Luciano Palmieri, Luca Pignatelli, Gruppo Plumcake.
Opere donate alla Galleria dagli artisti: Claudio Calzavacca, Stefano Scheda

### 1989: XV^ Edizione
L'attualità. Per l'aggiornamento di un museo
Commissione per gli inviti ed acquisti: Achille Bonito Oliva, Gillo Dorfles, Filiberto Menna, Pierre Restany, Tommaso Trini Castelli, Angelo Bellora, Silvio Zanella direttore del museo.
Segretario ed organizzatore: Silvio Zanella.
Acquistate le opere di: Cristina Cary, Giorgio Cattani, Pino Chimenti, Daniela De Lorenzo, Thorsten Kirchhoff, Lucia Romualdi, Alessandro Twombly, Franco Vaccari, Giorgio Vicentini, William Xerra.
Acquistate dai promotori e donate alla Galleria: Gianni Asdrubali, Mariella Bettineschi, Ludovico De Luigi.
Opere donate alla Galleria da artisti: Domenico D'Orazio, Riccardo Lagetta, Manuela Martines, Clelia Ravone, Armando Vanzini, Max Kuatty.

### 1991: XVI^ Edizione
Parola immagine
Ricerche Commissione per gli inviti ed acquisti: Vincenzo Accame, Luciano Caramel, Luciano Caruso, Eugenio Miccini, Andrea Nania, Silvio Zanella direttore del museo.
Segretari ed organizzatori: Emma Zanella Manara e Silvio Zanella.
Acquistate le opere di: Paolo Albani, Irma Blank, Carmine Cianci, Chiara Diamantini, Gino Gini, Elisabetta Gut, Emilio Isgrò, Giovanni La Rosa, Arrigo Lora Totino, Franco Magro, Lucia Marcucci, Stelio Maria Martini, Magdalo Mussio, Martino Oberto, Luciano Ori, Mario Parentela, Lamberto Pignotti, Gian Paolo Roffi, Roberto Sanesi, Sarenco, Federico Simonelli, Rodolfo Vitone.
Acquistate dai promotori e donate alla Galleria: Vincenzo Accame, Luciano Caruso, Eugenio Miccini, Emilio Villa.
Opere donate alla Galleria da artisti: Francesco Saverio Dodaro, Alberto Faietti, Gio Ferri, Carlo Finotti, Kiki Franceschi, Carmine Lubrano, Ruggero Maggi, Gianni Ettore, Andrea Marussi, Emanuele Menniti Paraito, Cristina Ruffoni, Renato Spagnoli, Luigi Tola.

### 1993: XVII^ Edizione
Il design degli oggetti
Rassegna storica: oggetti donati alla Civica Galleria d'Arte Moderna di Gallarate.
Design degli oggetti Commissione degli Esperti per inviti alla Rassegna, selezione e premiazione del Concorso: Gillo Dorfles, Aldo Colonetti, Alessandro Ubertazzi,
Giulio Castelli, Ambrogio Pozzi, Ernesto Radaelli, Silvio Zanella direttore del Museo.
Segretari ed organizzatori: Emma Zanella Manara e Silvio Zanella.
Acquisiti gli oggetti progettati dai designer: F. Albini, G. Armani, S. Asti, G. Aulenti, A. Barberi, R. Barbieri, C. Bartoli, M.L. Belgioioso, M. Bellini, F. Bettonica, L. Binazzi, C. Boeri, R. Bonetto, L. Bonomi, Studio Bormioli L., Bozzeni, A. Branzi, S. Calatrone, L. Caldi, A. Campi, A. Castelli Ferrieri, A. Castiglioni, P. Castiglioni, Cerruti, P. Chiesa, G. Colombini, G. Colombo, Studio DA R. Dalisi, M. De Lucchi, J. De Pas, D. D'Urbino, G. De Vecchi, G. Fassina, G. Frattini, M. Giacon, G. Gariboldi, B. Gecchelin, S. Giovannoni, G. Giugiaro, M. Graves, V. Gregotti, N. Grenon, L. Griziotti, A. Guerriero, S. Guzzini, M. Hasuike, F. Helg, M.J. Ghini, U. La Pietra, G. Levanti, P. Lomazzi, F. Lucchese, E. Lucini, V. Magistretti, M. Magni, A. Mangiarotti, P. Manz, A. Marega, E. Mari, G. Marianelli, L. Massoni, C. Mazzeri, A. Meda, M. Melocchi, M. Mencacci, A. Mendini F. Minuti, O. Missoni, A. Moleri, R. Licenziato Monti, A. Bertorini Monti, G. Monti, P. Monti, M. Morandini, M. Morozzi, B. Munari, R. Nava, C. Nencioni, M. Nizzoli, I. Osoe, D. Palterer, E. Pasini, S. Pasqui, F. Perrotti, R. Piano, E. Pirali, A. Piva, A. Pizzitutti, G. Pizzitutti, G. Ponti F. A. Porsche, P. Portoghesi, A. Pozzi, D. Premoli, P. Rizzato, G. Romani, A. Rossari, A. Rossi, L. Sabatini, C. Sala, A. Salviati, R. Sambonet, D. Santachiara, G. Saporiti, R. Sapper, P. Sartogo, A. Scarpa, C. Scarpa, T. Scarpa, L. Scacchetti, M. Schon, L. Serafini, D. Soffientini, Sottsass Associati, E. Sottsass, G. J. Sowden, P. Starck, G. Stoppino, M. Thun, Paolo Tilche, F. Trabucco, A. Tresoldi, A. Ubertazzi, V. Onck, M. Vecchi, C. Venosta, G. Venturini, L. Vignelli, M. Vignelli, A. Vitale, H. Von Klick Wirkkala, M. Wolfson, M. Zambenedetti, T. Zani, M. Zanuso, G. Zecca.
E prodotti dalle ditte: Alessi, Allison, Artemide, Arnolfo di Cambio, Arzberg, Balco Trade, Barazzoni, Bormioli Luigi, Bormioli Rocco, Brionvega, B. Ticino Bottegad'Arte Gadda, Bottega dei Vasai, Candle, fratelli Cassetti, Ceramiche F. Pozzi, Cini e Nils, Cleto Munari, Colombo Design, Corning Italia Cristalleria Colle, Danese, De Vecchi Gabriele Argenteria, Disegna Driade, Egoluce, Flos, Fontana Arte, Galleria Colombari, fratelli Guzzini Gedy, I Guzzini, Inda, Italora, Italtel, Kartell, Lagostina, Lorenz Luceplan, Luxottica Group, Mangani, Marcolin, Marioni Paolo e Simone Maxima, Memphis, My Way, Nardi, Nava Design, Nemo New, Nikon Corporation Fuji Bidg., Necchi, O-luce, Olivari B., Olivetti, Pampaloni Persol, Peter Pfeiffer Editore, Pizzitutti Giorgio, Progetti, Rexite, Richard Ginori, Robots, Rodenstock, Rosenthal Italia, Rossi di Albizzate, RSVP Safi lo, Salviati, Sambonet, San Lorenzo, Saporiti Italia, S.C.I. Laveno Sellaro Arredamenti, Sica, Silhouette Italia, Simoncini Scultori, SMH Italia, Tecnica, Toray, Unac Azabudai Minato, Valextra Milano, Vilca Vortice Elettrosociali, Zani Serafi no, Zani e Zani, Zanotta, Zerovat, Fabbriche Elettrotecniche Riunite, Zojiruschi.
Concorso “I nuovi oggetti”: 1º premio, L. Anselmi, A. Dominoni, A. M. Sangiorgi, Politecnico di Milano, Facoltà di Architettura, Dipartimento di Programmazione e Produzione Edilizia.
2º premio a pari merito, K. Stanss, Istituto Europeo di Design, Milano; A. Minisci, I.S.I.A., Firenze.
4º premio, M. Verano, Politecnico di Torino – Facoltà di Architettura Dipartimento di Progettazione Architettonica.
5º premio, D. Ruzza, I.S.I.A. Roma

### 1995: XVIII^ Edizione
Riflessione e ridefinizione della pittura astratta
Commissione per gli inviti e gli acquisti: Giovanni Maria Accame, Vittorio Fagone, Roberto Lambarelli, Demetrio Paparoni, Paolo Fossati, Silvio Zanella, Gabriella Marelli Locarno.
Segretari ed organizzatori: Emma Zanella Manara e Silvio Zanella.
Acquistate le opere di: Rodolfo Aricò, Renata Boero, Giorgio Griffa, Claudio Olivieri, Pino Pinelli, Vincenzo Satta, Claudio Verna, Luigi Carboni, Gianni Dessì, Pietro Fortuna, Alberto Garutti, Graziano Negri, Nunzio, Marco Tirelli, Paolo Canevari, Marco Colazzo, Stefano Loira, Massimo Orsi, Stefano Peroli, Paola Pezzi.
Opere donate alla Galleria dagli artisti: Cesare Berlingeri, M. Mustica.
Opere donate alla Galleria dalla Galleria il Chiostro di Saronno: P. A. Verna; dalla Sig.ra L. Baratelli in memoria del marito L. Giardini, uno dei fondatori del Premio: M. Arcangeli, P. Iacchetti; dal Lions Club Gallarate Host unitamente al Lions Club Seprio: C. Ciussi.

### 1997: XIX^ Edizione
Segnali d'opera. Arte e digitale in Italia
Commissione per gli inviti e l'assegnazione dei premi: Maria Grazia Mattei, Gabriele Perretta, Franco Torriani, Silvio Zanella, Lia Togni Spampinato, Emma Zanella Manara.
Segretario e organizzatore: Emma Zanella Manara
Artisti premiati le cui opere sono state donate alla Civica Galleria: Ennio Bertrand, Tullio Brunone, Mario Canali, Piero Gilardi, GMM, Ale Guzzetti, Mario Sasso, Studio Azzurro, Tommaso Tozzi, Giorgio Vaccarino, Giacomo Verde.

### 2000: XX^ Edizione
Il 1950. Premi ed esposizioni nell'Italia del dopoguerra
Rassegna storica: opere premiate dai Premi d'Arte in Italia dal 1949 al 1951
Commissione per la scelta delle opere e degli acquisti: Luciano Caramel, Enrico Crispolti, Vittorio Fagone, Giuseppe Manzoni di Chiosca, Piero Giardini, Giovanni Orsini, Silvio Zanella, Emma Zanella Manara.
Segretario organizzatore: Emma Zanella Manara.
Acquistate le opere di: Fausto Melotti, Cesare Peverelli, Bepi Romagnoni, Giuseppe Guerreschi.
Dalla Regione Lombardia acquistata l'opera di Lucio Fontana, in deposito permanente presso la Civica Galleria.
Dall'UNIVA acquistata l'opera di Agostino Bonalumi, donata alla Civica Galleria

### 2004: XXI^/XXII^ Edizione
Z.A.T. Zone Artistiche Temporanee
Commissione per il “Concorso Nazionale per la realizzazione di un corridoio dell'arte nel centro urbano di Gallarate e per la progettazione grafica e comunicativa della XXI – XXII edizione del Premio Nazionale Arti Visive Città di Gallarate” e per gli artisti invitati e l'assegnazione dei premi acquisto: Alberto Abruzzese, Marco Meneguzzo, Roberto Pinto, Marina Bianchi Guenzani, Giulio Zanella, Emma Zanella.
Coordinatore generale: Emma Zanella
Segreteria organizzativa: Metamusa, arte ed eventi culturali.
Artisti invitati: Enrica Borghi, Pierluigi Calignano, Ciriaco Campus, Loris Cecchini, Chiara Dynys, Emilio Fantin, Giuliano Mauri, Ottonella Mocellin e Nicola Pellegrini, Liliana Moro, Adrian Paci, Super!, Luca Vitone.
Concorso: Primo classificato M.me Duplok; Secondo classificato Antonio Barbieri, Ippolita Zetti, Cecilia Barbieri; Terzo classificato Jekill & Hyde (Margherita Monguzzi, Marco Molteni)

### 2009/10: XXIII^ Edizione
Terzo paesaggio. Fotografia italiana oggi
Commissione per gli artisti invitati e l'assegnazione dei premi acquisto: Walter Guadagnini, Enrico De Pascale, Roberta Valtorta, Luigi Sandroni, Sergio Uslenghi, Emma Zanella.
Coordinatore generale: Emma Zanella.
Segreteria organizzativa: Metamusa, arte ed eventi culturali.
Artisti invitati: Luca Andreoni, Andrea Galvani, Armida Gandini, Tancredi Mangano, Maurizio Montagna, Moira Ricci, Francesca Rivetti, Alessandro Sambini, Marco Signorini, Alessandra Spranzi, Richard Sympson.

### 2012: XXIV^ Edizione
Long XXV Edizione Play
Comitato curatoriale: Alessandro Castiglioni, Anna Daneri, Denis Isaia, Paolo Martinelli, Federico Simonelli, Noah Stolz, Emma Zanella
Organizzazione: Monica Faccini, Erika La Rosa, Paola Pastorelli
Coordinatore generale: Emma Zanella e Alessandro Castiglioni
Artisti invitati: Riccardo Arena, Alis/Filliol, Mariagiovanna Nuzzi, Diego Marcon, Raphaël Cuomo e Maria Iorio, Luigi Presicce

### 2016: XXV^ Edizione
Urban mining. Rigenerazioni urbane
Comitato curatoriale: Michele Dantini, Carolina Italiano, Adachiara Zevi, Emma Zanella, Alessandro Castiglioni, Lorena Giuranna, Alessio Schiavo
Organizzazione: Monica Faccini, Erika La Rosa, Paola Pastorelli
Artisti invitati: A12, Luca Bertolo, Ludovica Carbotta, Ettore Favini, Luca Francesconi, Christiane Löhr, Marzia Migliora, Cesare Pietroiusti, Luca Trevisani